# Velvary (stacja kolejowa)
Velvary – stacja kolejowa w miejscowości Velvary, w kraju środkowoczeskim, w Czechach. Znajduje się na wysokości 185 m n.p.m.
Na stacji istnieje możliwość zakupu biletów na wszystkiego rodzaju pociągi w tym również międzynarodowe. 

## Linie kolejowe
- 111 Kralupy nad Vltavou - Velvary